# Octostruma iheringi
Octostruma iheringi är en myrart som först beskrevs av Carlo Emery 1888.  Octostruma iheringi ingår i släktet Octostruma och familjen myror. Inga underarter finns listade i Catalogue of Life.

## Bildgalleri

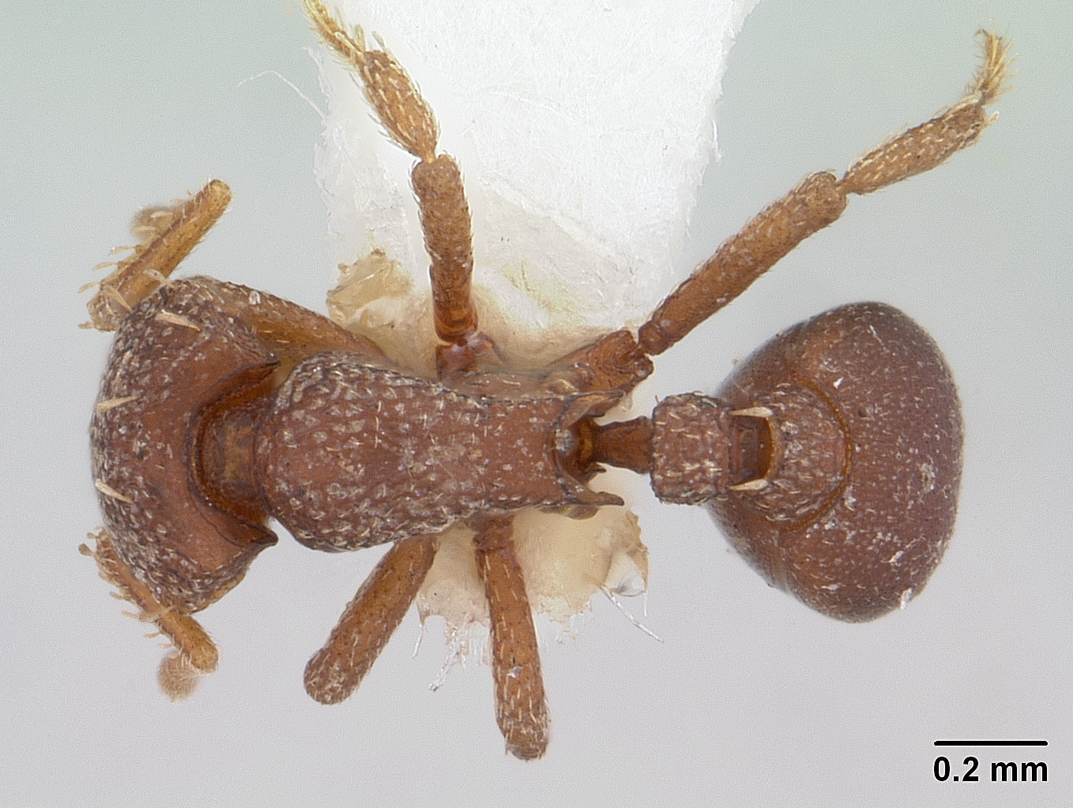
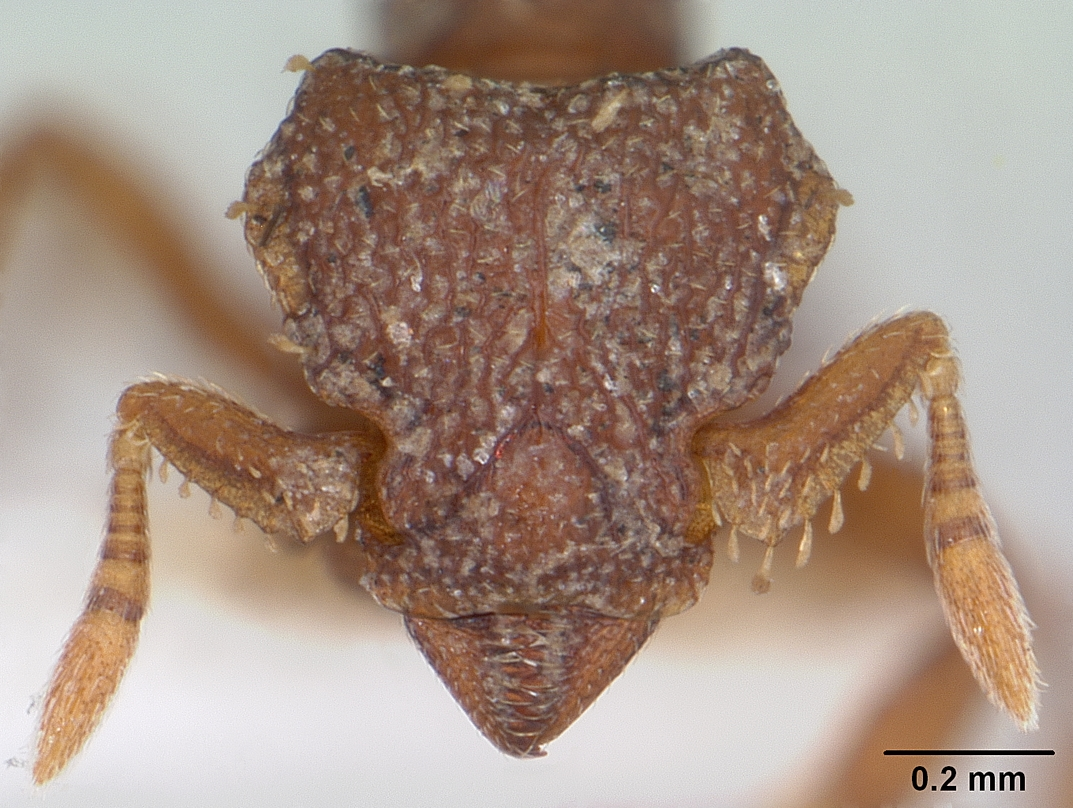
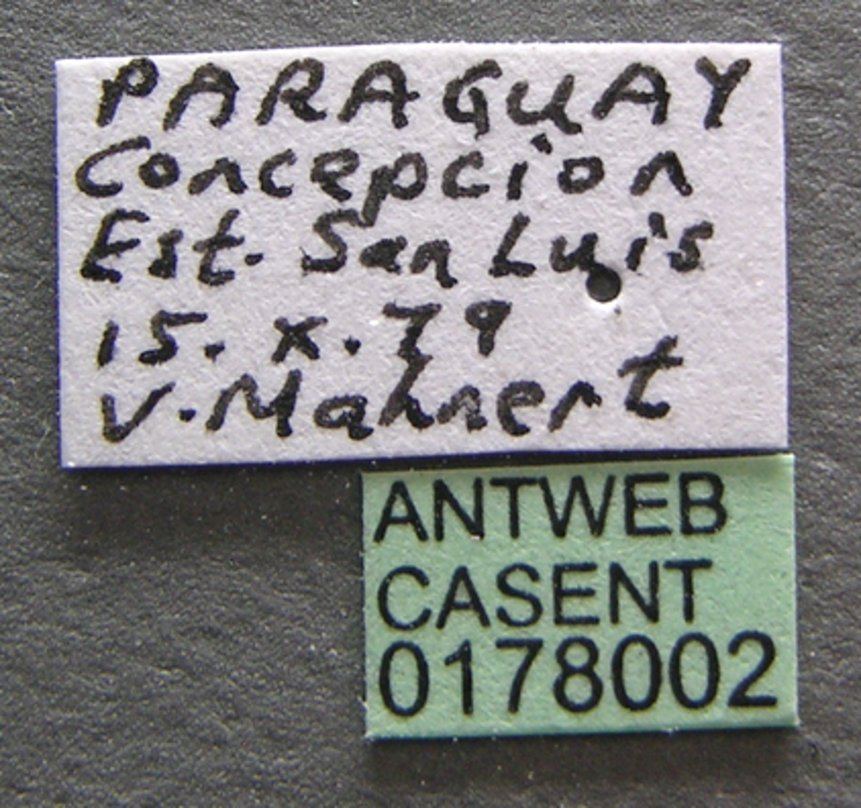
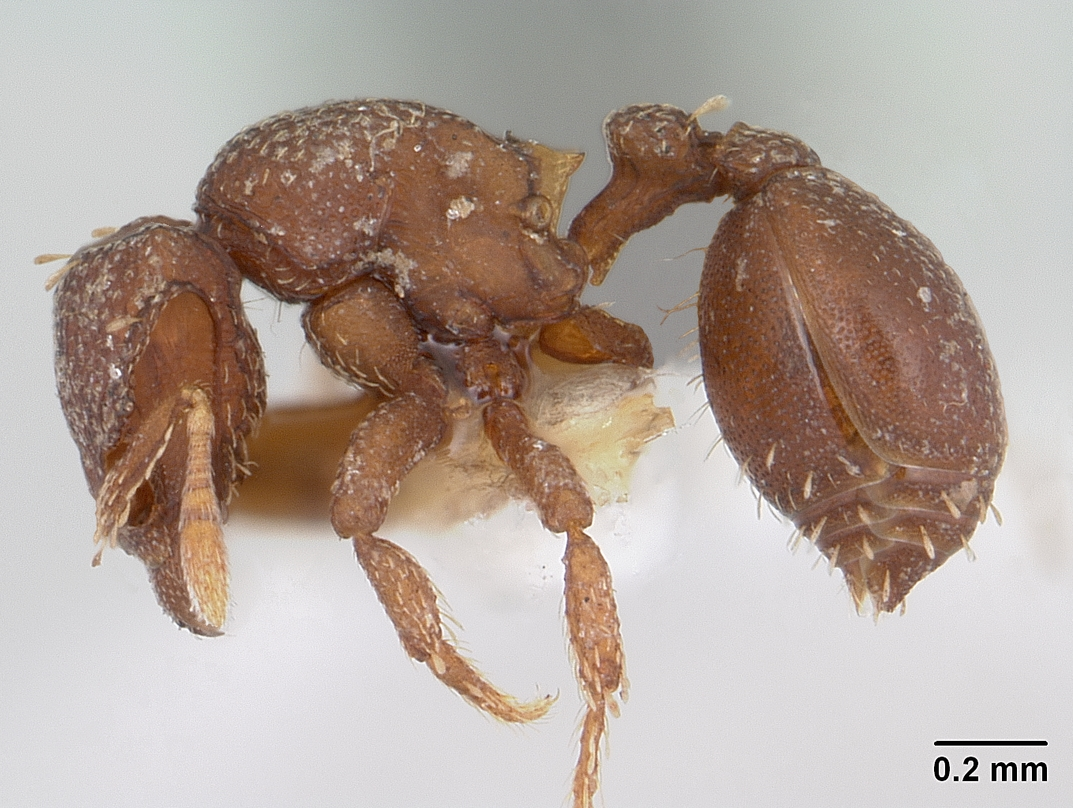
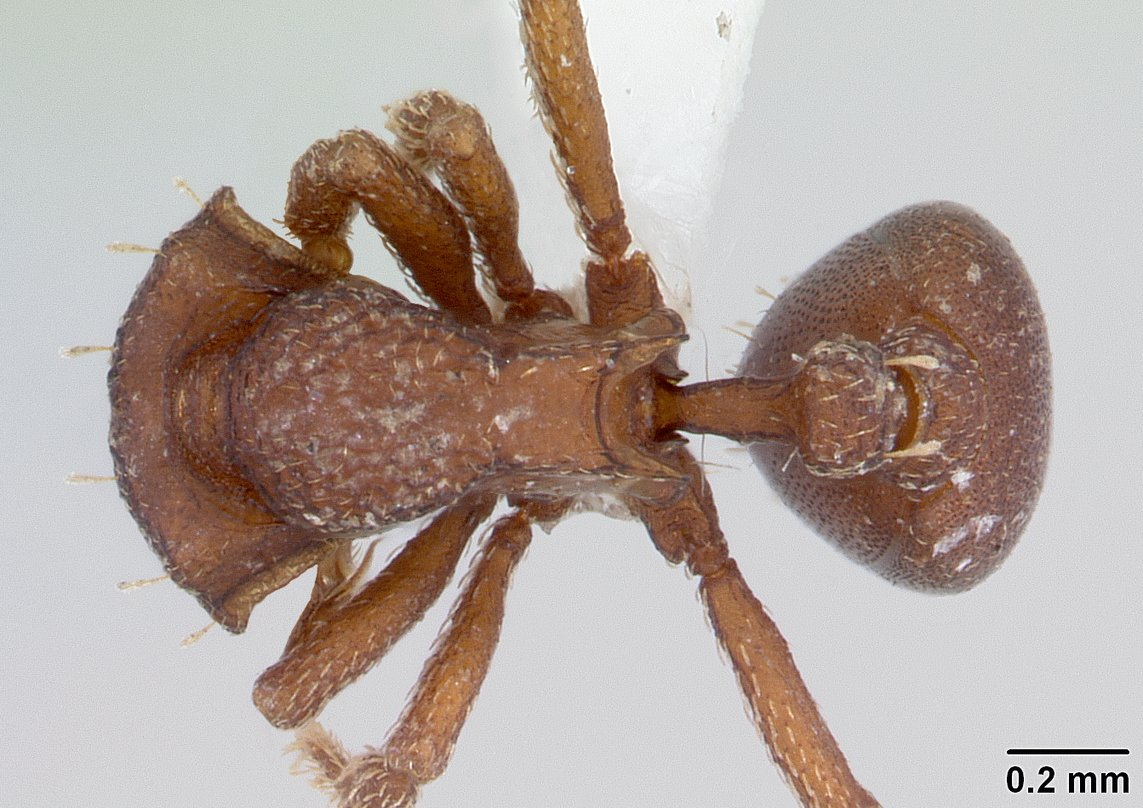
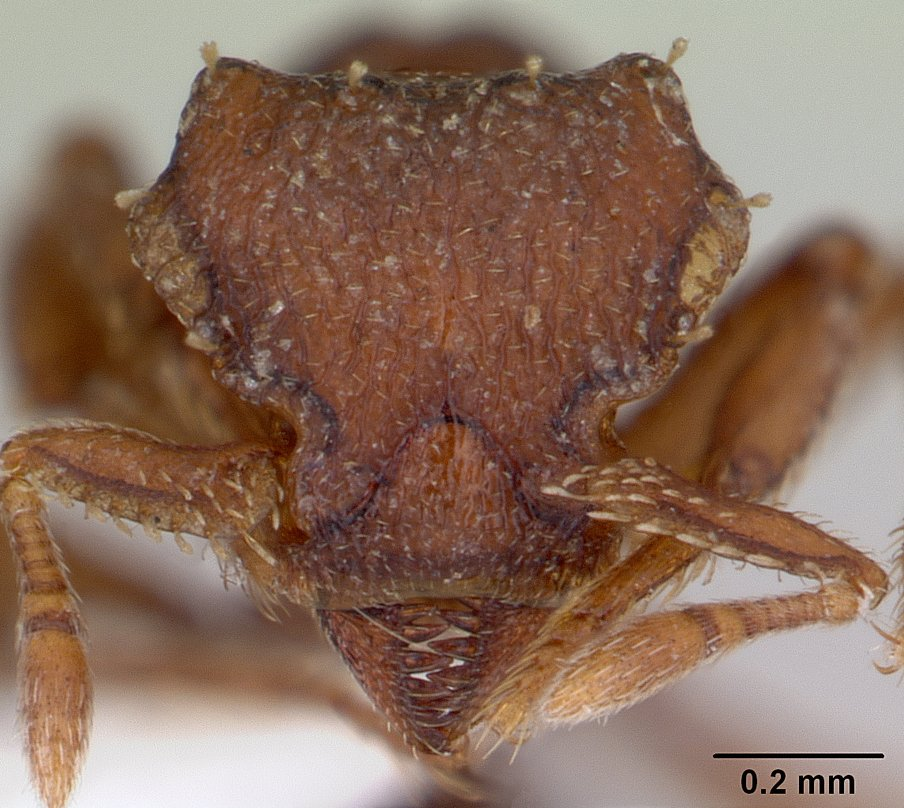